# 流れる星は生きている
『流れる星は生きている』（ながれるほしはいきている）は、藤原ていによって、満州からの引き揚げの実体験に基づいて書かれた小説である。
初版は1949年に日比谷出版社より刊行。中公文庫、偕成社文庫などで版を重ねている。

## 概要
満洲の気象台につとめていた夫（＝新田次郎）とはなれ、子供達(=藤原正彦、他)をつれて当時の「満州国」の「首都」であった新京から陸路、朝鮮北部を通り、朝鮮半島を南下して日本に引き揚げる主人公親子のストーリーである。当時のソ連占領地域の実態をあらわした記録として、当時から評判になった。

## 書誌
- 『流れる星は生きている』日比谷出版社、1949年4月。和達清夫跋。
- 『新稿 流れる星は生きている』富士書苑、1954年2月。
- 『流れる星は生きている』東都書房〈愛と真実の記録 2〉、1964年10月。
- 『流れる星は生きている 母と子・戦火に追われて』偕成社〈少年少女世界のノンフィクション 12〉、1965年6月。鈴木登良次絵。
- 『流れる星は生きている 愛は死を越えて』青春出版社、1971年。
- 『流れる星は生きている』中央公論社〈中公文庫〉、1976年2月。
  - 1994年8月改版。ISBN 4-12-202126-X
  - 2002年7月改版6版。ISBN 4-12-204063-9
- 『流れる星は生きている 母と子・戦火に追われて』偕成社〈偕成社文庫〉、1976年3月。武部本一郎絵。
  - 2015年8月新版。ISBN 978-4-03-850820-2
- 『流れる星は生きている』筑摩書房〈ちくま少年文庫 9〉、1977年9月。
- 『流れる星は生きている』中央公論社、1984年8月。

### 文学全集等への収録
- 『現代教養全集 4 愛情の記録』筑摩書房、1958年。臼井吉見解説。
- 『世界ノンフィクション全集 46 ラコニア号遭難事件 祖国よ、雪山よ 流れる星は生きている』筑摩書房、1963年8月。高木俊朗解説。
- 『昭和戦争文学全集 12 流離の日日』集英社、1965年2月。村上兵衛解説。

## 映画
1949年9月18日に公開された。
原作とは異なり、主に、日本に引きあげた後の藤村母子や、引きあげ仲間の節子らの辛苦の日々が描かれる。

### キャスト
- 藤村けい子 - 三益愛子
- 長男正一 - 大久保進
- 次男次郎 - 佐藤勝彦
- 堀井節子 - 三條美紀
- 津川隆 - 大野守保
- 宮原幸枝[2] - 羽島敏子
- 倉田[2] - 立松晃
- 桜井医師[2] - 徳川夢声
- 徳山[2] - 植村謙二郎
- 山本[2] - 小宮一晃
- 峰沢[2] - 伊東光一[1]
- 叔母[2] - 橘喜久子[1]
- 巡査[2] - 宮島健一[1]

### スタッフ
- 企画 - 根岸省三
- 脚色 - 館岡謙之助
- 撮影 - 姫田真佐久
- 音楽 - 斎藤一郎
- 美術 - 柴田篤二
- 録音 - 米津次男
- 製作・配給 - 大映
- 監督 - 小石栄一
- 照明 - 泉正蔵[1][2]

## ドラマ
1982年5月10日 - 7月2日にTBS「花王 愛の劇場」枠の昼ドラマとしてドラマ化された。

### キャスト
- 島かおり （藤原てい役）
- 新克利 （藤原寛人役）
- 中北千枝子 （ていの母役）
- 有馬昌彦 （寛人のおじ役・咲平）
- 立枝歩 （大地せいこ役）
- 小栗一也 （成田役）
- 田口計 （せいこの父役）
- 高山真樹 （せいこの母・和子役）
- 和崎俊哉 （崎山役）
- 堀永子 （崎山美津役）

### スタッフ
- 制作 - 松竹、TBS
- 監督 - 今井雄五郎・菱田義雄
- 音楽 - 木下忠司
- 撮影 - 鈴木則男
- 美術 - 横山豊
- 照明 - 中川孝一
- 録音 - 田中進・仁多見博志
- 編集 - 松浦和也
- 装置 - 荒井新一
- 装飾 - 宮崎琢郎
- 美粧 - 徳永伸子
- 記録 - 吉田純子
- 助監督 - 内田秀哉
- 進行 - 中沢宣明
- 制作主任 - 大川修
- 題字 - 大谷栄昌
- 脚本 - 高岡尚平・米田いずみ

| TBS 花王 愛の劇場            | TBS 花王 愛の劇場                             | TBS 花王 愛の劇場                   |
| 前番組                       | 番組名                                        | 次番組                              |
| ---------------------------- | --------------------------------------------- | ----------------------------------- |
| 秘密 （1982.3.8 - 1982.5.7） | 流れる星は生きている （1982.5.10 - 1982.7.2） | わが子よII （1982.7.5 - 1982.8.27） |